# Western Lagoon
Western Lagoon är en sjö i Belize. Den ligger i distriktet Orange Walk, i den norra delen av landet, 60 km norr om huvudstaden Belmopan.